# Фаджр-5
Фаджр-5 (перс. فجر-۵, «світанок-5») — реактивна артилерійська система, розроблена в Ірані на початку 1990-х років. Належить до сімейства ракет Фаджр.

## Огляд
Останні модифікації Фаджр-5 встановлені на вантажівки Mercedes-Benz з колісною формулою 6х6 і платформа тепер інтегрована у військову систему. Для підвищення стабільності, перед початком залпу з боків спускають гідравлічні опори.
Нове шасі поліпшило прохідність по пересіченій місцевості, а кабіна має достатньо місця для водія і двох пасажирів. Друга кабіна одразу за першою має місця для решти екіпажу. Нове шасі Mercedes-Benz схоже на вироблене в Китаї, яке використовується для Norinco (China North Industries Corporation) 122 мм (40-пострілів) РАС Тип 90.
Хоча основне призначення системи реактивної артилерії Фаджр-5 це враження наземних цілей, AIO стверджує, що додавши радар, можна вражати і морські цілі. Ракети Фаджр-5 для пусків з мобільної платформи, як повідомляється, має дальність 75 км.
Крім того, повідомляють про виробництво двоступеневого варіанту ракети, який має довжину 9 м і дальності 190 км. Але цей варіант може підходить тільки для пускових установок, подібних Zelzal які не мають можливості залпового вогню.

## Історія
Перші Фаджр-5 були створені, коли Китай поставив до Ірану РСЗВ WS-1 в кінці 1980-тих, на початку 1990-тих років. Потім їх виробництвом зайнялось Aerospace Industries.
У травні 2006 року Іранська Aerospace Industries (AIO) розробила оновлену версію реактивної артилерійської системи з некерованими ракетами земля-земля калібру 333 мм Фаджр-5 (4 постріли).

## Бойове використання
Повідомлялось про поставки Іраном ракет загонам Хізбалли в Лівані в 2006 році.
- Під час лівано-ізраїльського конфлікт 2006 року бойовики Хізбалли змогли вразити ракетами територію Ізраїлю на більшу відстань, в порівнянні з попередніми конфліктами. Хезболла назвала ці ракети Хайбар-1[8]. Ізраїльські експерти з вибухових пристроїв вважають, що це поліпшена версія іранських Фаджр-5[9].
- Принаймні дві ракети Фаджр-5 були запущені в напрямі Тель-Авіва під час операції «Хмарний стовп» (англ. Operation Pillar of Cloud).

## Оператори
- Іран
- Лівія[10]
- Сирія[11]
- Хезболла
- ХАМАС
- Рух ісламського джихаду в Палестині